# Meteorium brasiliense
Meteorium brasiliense là một loài Rêu trong họ Meteoriaceae. Loài này được (Hornsch.) Mitt. mô tả khoa học đầu tiên năm 1859.